# Ilona Štěpánová-Kurzová
Ilona Štěpánová-Kurzová (19. listopadu 1899 Lvov – 25. září 1975 Praha) byla česká klavírní virtuózka a hudební pedagožka. Koncertovala zejména v období mezi dvěma světovými válkami, po druhé světové válce se stala spolu s Františkem Maxiánem zakladatelkou katedry klávesových nástrojů Akademie múzických umění v Praze. Byla matkou pianisty Pavla Štěpána.

## Životopis

### 1899–1919, dětství ve Lvově
Narodila se ve Lvově v hudební rodině jako jediná dcera klavírních pedagogů Viléma a Růženy Kurzových. Hře na klavír se učila již od raného dětství u svých rodičů. Svou koncertní dráhu zahájila v necelých deseti letech Mozartovým Korunovačním koncertem D dur za řízení Oskara Nedbala s orchestrem vídeňských Tonkünstlerverein 14. března 1910 ve Lvově, opakovala ho 8. prosince 1910 s Oskarem Nedbalem ve Vídni a 19. prosince 1910 v pražském Rudolfinu s Českou filharmonií pod vedením Dr. Zemánka. Samostatnými koncerty ve Lvově, Praze a Vídni zahájila od r. 1911 bohatou koncertní činnost trvající až do vypuknutí druhé světové války.
V Berlíně poprvé vystoupila 27. února 1913 v Bechsteinově sále, kde hrála díla J. S. Bacha, R. Schumanna, F. Schuberta a F. Liszta. V letech 1913–1919 i přes válečné útrapy uskutečnila řadu vystoupení sólově, s předními orchestry (např. Česká filharmonie, Lvovský vojenský orchestr) a komorními soubory (např. s Českým kvartetem) na nesčetných koncertech ve vlasti i v cizině; kromě Polska, které jí bylo druhým domovem, se nejvíce uplatňovala ve Vídni a v Berlíně. Ilona Kurzová získala od svých rodičů profesionální mistrovství, jež však ona sama později obohatila vlastním, osobitým přínosem – hlubokým vnitřním prožitkem a poezií. Souhrn těchto vlastností z ní učinil jednu z nejoblíbenějších pianistek své doby.
Ukrajinská revoluce, která vypukla na podzim roku 1918 a trvala až do jara následujícího roku, poměry ve Lvově zcela rozvrátila. Po celou dobu zuřila ve městě občanská válka, Lvov byl obležen a několikrát dobýván. 19. března 1919 byl dům Kurzových zasažen dělostřeleckým granátem, který ale nevybuchl. V srpnu 1919 proto Kurzova rodina ze Lvova odchází, nejdříve do Vídně, a pak, když byl Kurz jmenován, podobně jako Janáček, profesorem na pražské mistrovské škole se služebním přidělením do Brna, se Ilona Kurzová se svými rodiči ocitla v Brně.

### 1919–1925, vrchol kariéry klavírní virtuózky, pobyt vBrně
Po návratu do vlasti se koncertní činnost Ilony Kurzové ještě zintenzivnila. Nastudovala jedenáct klavírních koncertů s orchestrem a její všestranný a rozsáhlý repertoár zahrnoval stěžejní díla světové literatury všech stylových období (proslula zvláště svou interpretací Chopinových skladeb). Z české klavírní literatury hrála předně díla J. Suka, V. Nováka, B. Smetany, A. Dvořáka, ale i kompozice dalších českých autorů (K. B. Jirák, B. Vomáčka). Řadu skladeb uvedla v premiéře: krátce po svém návratu do vlasti dne 9. prosince 1919 hrála v Obecním domě první provedení Dvořákova klavírního koncertu g moll v úpravě V. Kurze s Českou filharmonií pod taktovkou V. Talicha. Pokračovala nesčetná řada vystoupení sólových, s předními orchestry (například Českou filharmonií, Varšavskou filharmonií, Šakovou filharmonií, orchestrem hudebního spolku v Táboře) a komorními soubory (například s Českým, Ševčíkovým, Pražským kvartetem a s jinými) ve vlasti i v cizině (vystoupení v Polsku, Německu, Rakousku, Holandsku). Ze společných zájezdů s Českým kvartetem vyrostlo celoživotní přátelství Ilony Kurzové a Josefa Suka.
28. června 1922 získala Ilona Štěpánová diplom mistrovské školy státní konzervatoře hudby v Praze. V pražském kulturním prostředí se Ilona Kurzová sblížila s vynikajícím českým pianistou, skladatelem, pedagogem a muzikologem Václavem Štěpánem, který znamenal pro pianistku další obohacení její veřejné činnosti, příklon k interpretaci soudobé hudby a mnoho samostatných koncertů z literatury pro dva klavíry.

### 1925–1937, mateřství, odchod do Prahy
Ilona Kurzová a Václav Štěpán uzavřeli sňatek dne 21. června 1924. Na oddacím listě jsou jako svědci uvedeni Josef Suk a Vítězslav Novák. Dne 28. května 1925 se manželům Štěpánovým narodil v Brně syn Pavel, který po svých rodičích zdědil velké hudební nadání. Novomanželé se záhy stěhují do Prahy, kde si koupili byt v novostavbě budovy Umělecké besedy na Malé Straně. Mateřství a ovzduší domova, kde se cítila šťastna, začalo Ilonu Štěpánovou pomalu odpoutávat od pódia. Přestože svou koncertní činnost do značné míry omezila, vyvolalo každé její vystoupení velkou pozornost.
V Berlíně uskutečnila v roce 8. prosince 1926 světovou premiéru Janáčkova Concertina (česká premiéra v Brně 16. 2. 1926), z ruské literatury uvedla poprvé 21. března 1926 v Obecním domě v Praze s Českou filharmonií pod vedením Václava Talicha Prokofjevův třetí klavírní koncert C dur. Velmi intenzivně se věnovala také reprodukci ostatní české klavírní tvorby, zejména Smetany, Dvořáka, Suka a Nováka.
Již v druhé polovině dvacátých let začala Ilona Štěpánová soukromě vyučovat, k čemuž zdědila po svých rodičích všechny předpoklady i velkou lásku.

### 1937–1975, přechod kpedagogické práci, založení katedry klávesových nástrojů HAMU vPraze

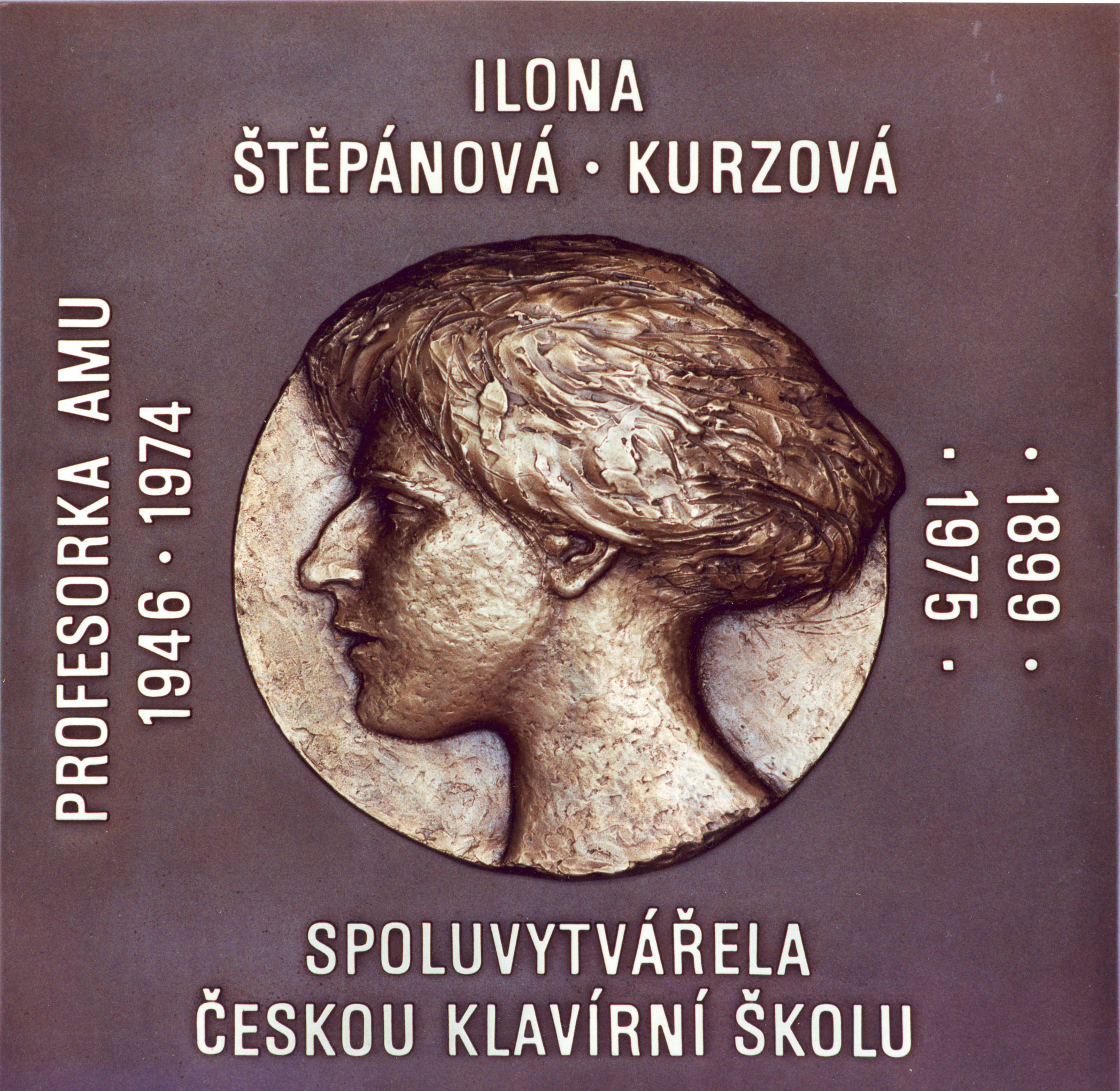
Pamětní deska Ilony Štěpánové-Kurzové na budově Hudební fakulty Akademie múzických umění

Koncertní kariéru Ilona Štěpánová ukončila v roce 1937, tedy po 27 letech. V té době jí umírala maminka (Růžena Kurzová zemřela 2. února 1938 v Praze), těžce nemocný byl i Václav Štěpán, Evropa stála na pokraji nové války. Rozhodla se věnovat rodině a pedagogické práci.
Po smrti svého chotě dr. V. Štěpána (zemřel 24. 11. 1944) vedla jeho žáky na mistrovské škole pražské konzervatoře; po smrti jejího otce (Vilém Kurz umírá 25. května 1945) přešli i jeho žáci do její třídy.
V roce 1946 byla založena pražská Akademie múzických umění, kde byla Ilona Štěpánová jmenována jako jedna z prvních profesorkou klavírní hry a pomáhala zde formovat katedru klávesových nástrojů. Žila v ústraní, vyučovala většinou ve svém bytě. Její žáci se dnes se intenzivně uplatňují v koncertním životě doma i v zahraničí a vychovávají další žáky.
Z Kurzovy školy si pianistka přinesla úctu před skladatelovým záměrem, projevující se v precizní interpretaci notového zápisu a respektování skladatelova stylu, krásnou zvučnou kantilénu a brilanci technického provedení. Českou klavírní školu obohatila o hluboký niterný prožitek, barevnost a plasticitu úhozových nuancí, kterou jí umožnilo naprosté uvolnění celého hracího aparátu kombinované s uvědomělou fixací některých jeho částí tam, kde to určitý druh úhozu, odpovídající charakteru očekávaného zvuku, vyžaduje. Své pedagogické názory, založené na celoživotní umělecké činnosti, shrnula v díle Klavírní technika.
Zemřela v Praze dne 25. září 1975 ve věku 75 let a byla pochována na vyšehradském hřbitově v Praze. Pokračovatelem rodinné tradice se stal její syn Pavel Štěpán.

## Dílo

### Repertoár

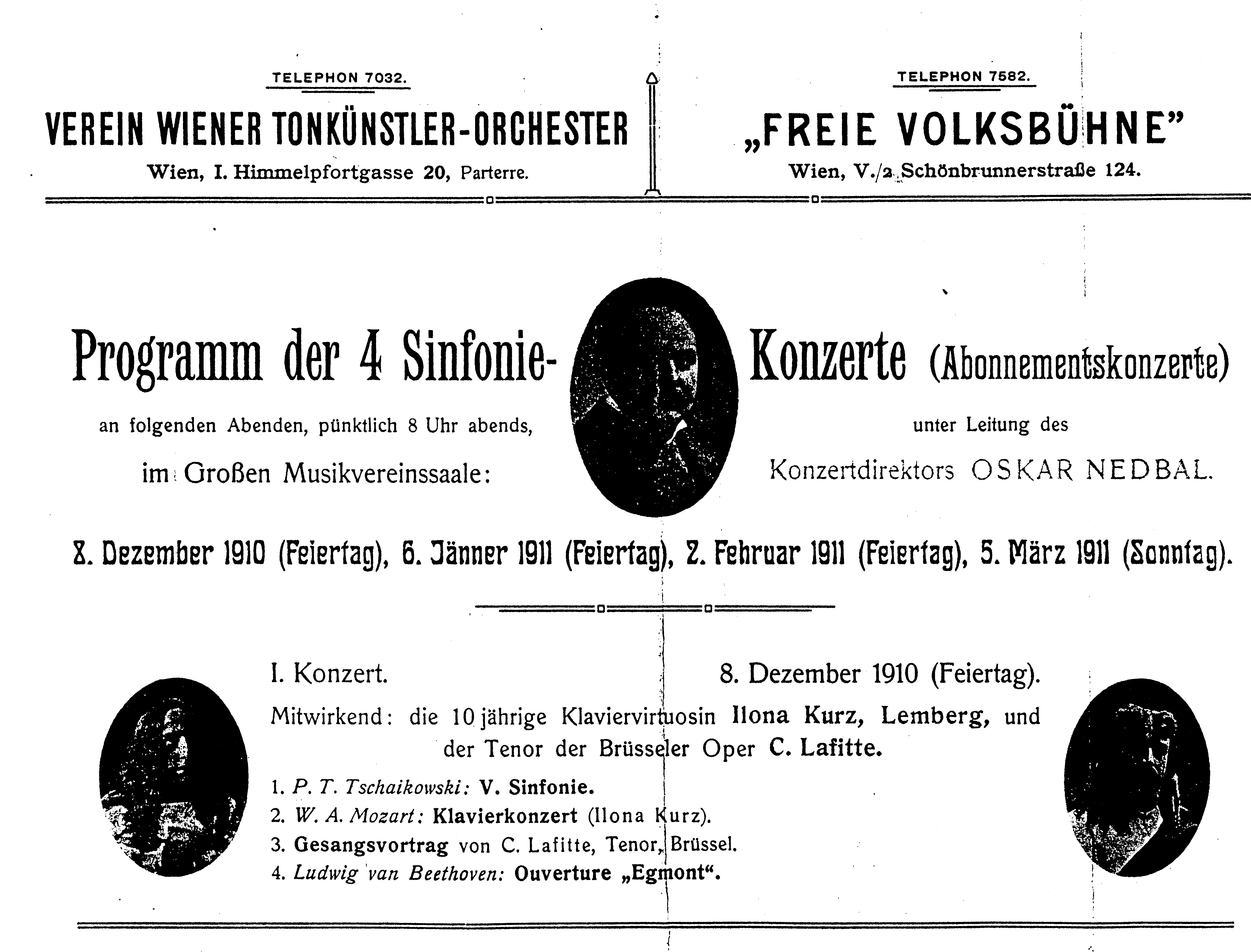
První veřejné vystoupení Ilony Kurzové

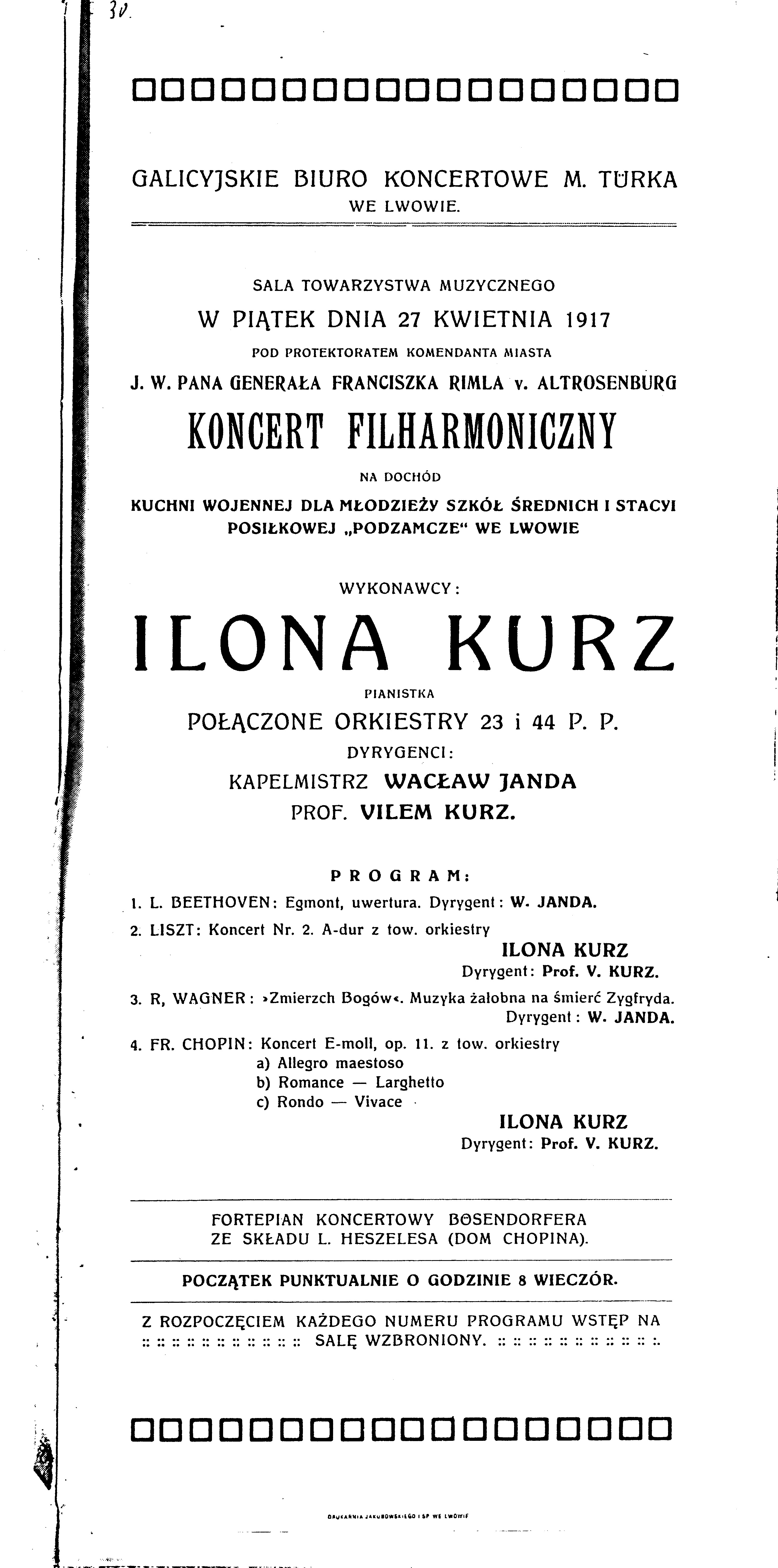
Předvedení Lisztova klavírního koncertu A dur, 27. 5. 1917, dirigent Vilém Kurz

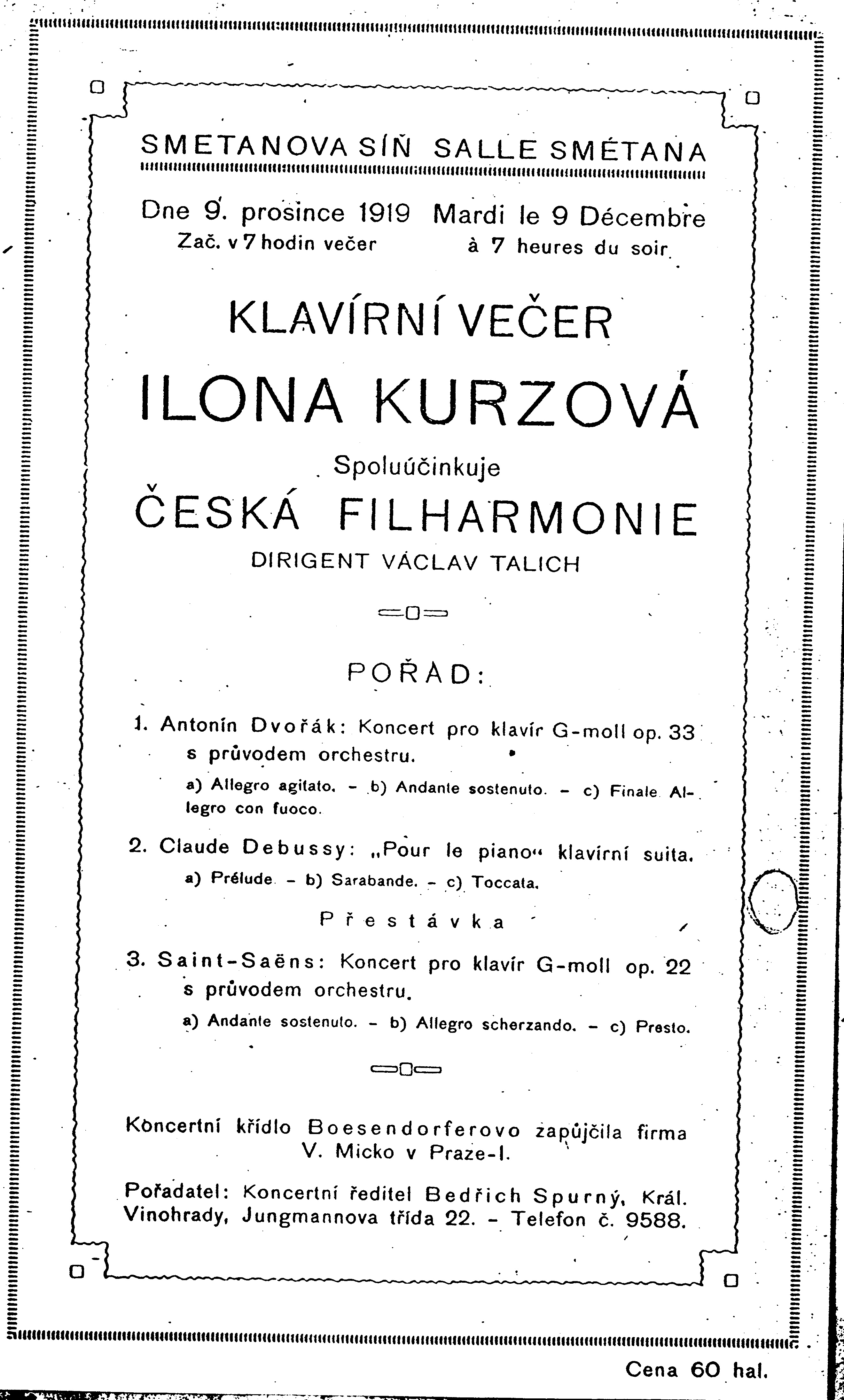
Premiéra Dvořákova klavírního koncertu v úpravě Viléma Kurze 9. prosince 1919, Ilona Kurzová, Česká filharmonie pod vedením Václava Talicha

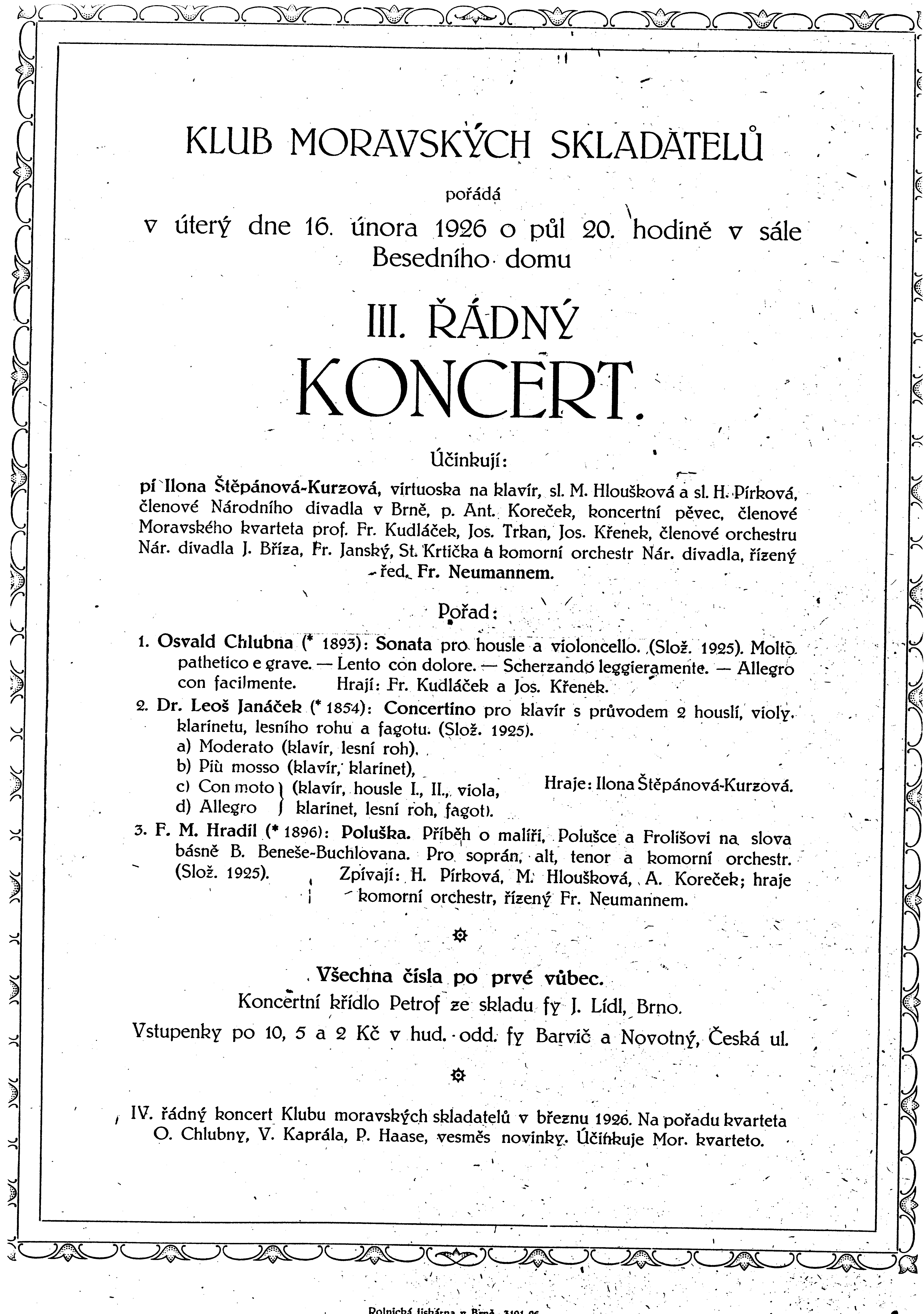
Premiéra Janáčkova Concertina 16. února 1926

Ilonu Kurzovou jako pianistku charakterizovala hluboká, vzácná hudebnost a velká inteligence, která se u ní pojí se silným fondem citovým a bohatou fantasií i s předními znaky Kurzovy školy: plastikou a výrazností podání, úhozovou barvitostí a technickou dokonalostí. Byla umělkyní všestrannou, která s touž přesvědčivostí tlumočila klavírní literaturu v celé její šíři, od klasiků až po tvorbu nejnovější. Zvláště blízký vztah měla k dílu Chopinovu;její poetický přednes Chopina byl velmi ceněn i v Polsku. Nastudovala a hrála 11 klavírních koncertů.
Výběr stěžejních děl z repertoáru Ilony Štěpánové-Kurzové:
Klavírní koncerty s doprovodem orchestru:
- Beethoven, L. v.: Koncert G dur č. 4, c moll Č. 3
- Brahms, J.: Koncert d moll č. 1
- Čajkovskij, P. I.: Koncert b moll op.23 Č. 1
- Dvořák, A.: Koncert g moll op. 33
- Chopin, F.: Koncert e moll op. 11
- Janáček, L.: Concertino
- Liszt, F.: Koncert A dur č. 2
- Mozart, W. A.: Koncert D dur „Korunovační“
- Prokofjev, S.: Koncert C dur Č. 3
- Saint Saëns, C.: Koncert g moll op. 22

Další repertoár (výběr):
- Bach, J. S.: Chromatická fantazie a fuga d moll; Anglické, Francouzské a Německé suity (výběr); Temperovaný klavír I. a II. díl (výběr).
- Beethoven, L. v.: Sonáty: G dur op. 14, D dur op. 28, fmoll op. 57 (Appassionata), B dur op. 106 (Fiir dag Hammerklavier), Rondo capricio („Zlost nad ztraceným grošem“).
- Brahms, J.: Intermezza, Rapsodie, Balady, Sonáty, Variace na Handlovo téma op. 24.
- Debussy, c.: Preludia, Suita pro klavír.
- Dvořák, A.: celé klavírní dílo.
- Chopin, F.: Etudy op. 10 a 25, Sonáta b moll op. 35, Scherzo b moll op. 31, Polonéza As dur op. 53, Fantazie f moll, Balady, Mazurky, Valčíky, Nokturna, Preludia.
- Janáček, L.: Po zarostlém chodníčku.
- Liszt, F.: Transkripce, Etudy (výběr), Sonáta h moll, Uherská rapsodie Č. 10.
- Mozart,W. A.: Sonáty (výběr).
- Novák, V.: celé klavírní dílo.
- Ravel, M.: Vodotrysky.
- Schubert, F.: Sonáty (výběr).
- Schumann, R.: Dětské scény op. 15, Karneval op. 9.
- Smetana, B.: celé klavírní dílo.
- Suk, 1.: celé klavírní dílo.
- Szymanowski, K.: Andante apassionato op. 14, Fantazie op. 14.

### Klavírní technika
Více než 20 let pracovala Ilona Štěpánová na díle Klavírní technika (Praha 1979). Tato publikace, doplněná metodickým výkladem, navazuje částečně na Kurzovy Technické základy klavírní hry (Praha 1924), které místy cituje. Jednotlivé složky klavírní techniky rozebírá do nejmenších podrobností, přičemž vychází přímo z příkladů z koncertní klavírní literatury. Každá z osmnácti sérií se zabývá jedním technickým problémem v progresivně seřazených cvičeních.Vývoj světového trendu klavírní hry potvrdil správnost jejích názorů a vzniklo tak vyčerpávající kompendium, kterým by se jistě ráda pochlubila leckterá hudební velmoc.

## Žáci
Zjištění žáci prof. Ilony Štěpánové-Kurzové:

### Absolventi HAMU a mistrovské školy Pražské konzervatoře
Renata Arnetová, Dagmar Baloghová, Amalie Buriánová, Alena Fišerová, Karel Friesl, Ludmila Hladíková-Šimková, Zdeněk Hnát, Alena Hršelová-Jílková, Marta Hrtoňová- Toaderová, Ilja Hurník, Viera Janárčeková-Kunzová, Bony Jedličková, Jaroslav Jiránek , Věra Jůzlová,František Kůda, Zorka Lochmanová-Zichová, Anna Máchová-Heryánová, Martina Maixnerová, Jan Marcol, Ludmila Melkusová, Ivan Moravec, Mirka Pokorná, Zdenka Průšová, Dana Pustinová, Jana Roubalová-Hurníková, Hana Spurná, Ivana Stanovská-Krkošková, Božena Steinerová, Magda Šnaiderová-Vlková, Josef Špaček, Magda Štajnochrová, Helena Těsárová-Hořejšová, Pavel Tesařík, Martin Vojtíšek, Jan Vrána, Václav Zelený, Rudolf Zeman

### Soukromí žáci
Dagmar Brlíková, Anna Dítětová, Emma Doležalová, Libuše Drtinová, Žofie Fierlová, Soňa Hokešová, Eva Holubářová-Bruderhans, Jan Hořejší, Dagmar Illnerová, Rokyta Illnerová, Ladislav Jásek, Hana Jedličková-Friedlová, Jiří Jirouš, Naďa Jiroušová, Milan Klíčník, Jarmila Kozderková, Libuše Křepelová, Ladislav Kubík, Jiří Mareček, Herberta Masaryková, Eva Mullerová-Šťastná, Zorka Pauerová, Jiří Pinkas, Petr Pokorný, Prychoďko Ondrej, Magda Rejchlová, Pier Ruhlman, Dagmar Rydlo-Ottová, Jan Rypl, Vlasta Slavická, Dana Šetková, Eva Šůlová-Švecová, Hana Tadrová, Todo Emiko, Ota Urban, Otakar Vondrovic

### Slovníky, sborníky
- heslo Ilona Štěpánová-Kurzová. In: kolektiv autorů. Ottův slovník naučný nové doby. Praha: Jan Otto, 1930-1934. ISBN 80-7185-057-8.
- Československý hudební slovník osob a institucí. Praha 1963
- Českoslovenští koncertní umělci a komorní soubory. Praha 1964
- The New Grove Dictionary of Music and Musicians. London 1980
- Ilustrovaný encyklopedický slovník, Academia : Praha 1980, 3. díl, str. 514
- Slovník české hudební kultury. Praha 1997

### Monografie
- Lucie Kaucká: Profil života a díla Ilony Štěpánové-Kurzové.Bakalářská práce FF UP v Olomouci 2001, vedoucí práce Prof.PhDr.Jan Vičar.CSc
- Zdeňka Böhmová-Zahradníčková: Vilém Kurz. Život, práce, methodika. Praha 1954
- Petra Simbartlová: Václav Štěpán a jeho komorní tvorba. Diplomová práce na FF UK.Praha 2000

### Syntetické práce, studie, články
Benešová, Eva: Klavírní škola Viléma Kurze. Diplomová práce. FF UK, Praha 1988
- Bohmová-Zahradníčková, Zdeňka: Kapitoly z dějin klavírních škol. Praha 1973
- Bohmová-Zahradníčková, Zdeňka: Slavní čeští klavíristé a klavírní pedagogové z 18. a 19. století (do založení klavírního oddělení pražské konzervatoře roku 1888), Praha 1986
- Hoffmeister, Karel: Klavír. O nástroji a hráči, o klavírní hře, pedagogice a literatuře.Praha 1939, II. vydání
- Holzknecht, Václav: Profesorce Iloně Štěpánové-Kurzové k šedesátinám. In: Hudební rozhledy XII, 1959, č. 21, str. 905
- Hurník, Ilja: Závěrečná zpráva, Praha 2000
- Chasins, Abram: Hovory o pianistech, Karlovy Vary 1996
- Illingová, Ella: Listy přátelství. Josef Suk v korespondenci Iloně a Václavu Štěpánovým a Vilému Kurzovi. In: Příspěvky k dějinám české hudby III., Praha 1976
- Müllerová, Eva: K životnímu jubileu zasloužilé umělkyně Ilony Štěpánové-Kurzové. In:Hudební nástroje XI, 1974, č. 5.
- Müllerová, Eva: Na besedě u zasloužilé umělkyně Ilony Štěpánové-Kurzové. In: Estetická výchova VI, 1974–1975, str. 150–151
- Müllerová, Eva: Umělecká a pedagogická osobnost, která by neměla být zapomenuta. In: Talent II, 1999, č. 12, str. 22–23
- Müllerová, Eva: Výzva pro české klavíristy, In: Harmonie, 1999, č. 12
- Nejgauz, Genrich Gustavovič: Poetika klavíra, Bratislava 1963
- Sýkora, Václav Jan: Dějiny klavírního umění od nejstarší doby až po současnost, Praha 1973
- Šerých, Anna: Ivan Moravec, pianista století, In: Opus musicum, 1999, č. 4

### Dobové kritiky a recenze (denní tisk, hudební časopisy)

#### Česká periodika
Čas, České slovo, Dalibor, Hudební revue, Lidové noviny, Moravská orlice, Národní listy, Národní politika, Smetana, Svoboda, Venkov, Hudební rozhledy

#### Polská periodika
Dzennik Polski, Gazeta lwowska, Gazeta narodowa, Kuryer lwowski,Przeglad Lwow, Przeglad muzyczny, Slowo Polskie, Wiek nowy

#### Německy psaná periodika
Allgemeine Musikzeitung, Berliner Borsencourier, Berliner Borsenzeitung, Berliner Tageblatt, Deutsches Volksblatt Wien,
Fremdenblatt Wien, Morgenpost, Neue Freie Presse, Oster-Sonntagzeitung, Union Prag, Volkszeitung

#### Holandská periodika
Algemmeen Handelsblad, Telegraaf Amsterdam

### Rozhlasové pořady
- Hurník, Ilja: Rozhovory s hudbou – I. Hurník vzpomíná na českou klavíristku Ilonu Štěpánovou-Kurzovou. Stanice Vltava dne 21. 11. 1999.
- Hurník, Ilja: Tři generace Kurzova rodu. II. díl: Ilona Štěpánová-Kurzová. Stanice Vltava dne 10. 9. 2000.